# 조학진
조학진(1995년 6월 10일 ~ )은 전 KBO 리그 LG 트윈스의 야구 선수다.

## 출신 학교
- 상인천초등학교
- 상인천중학교
- 인천고등학교